# Comuna Brateiu, Sibiu
Brateiu, mai demult Bratei (în dialectul săsesc Pretoa, Pretai, Preta, Pretâ, în germană Pretai, Bretai, Breitau, Pretau, în maghiară Baráthely, Paratéj) este o comună în județul Sibiu, Transilvania, România, formată din satele Brateiu (reședința) și Buzd.

## Demografie
Componența etnică a comunei Brateiu
     Români (75,1%)
     Romi (14,58%)
     Alte etnii (0,57%)
     Necunoscută (9,75%)
Componența confesională a comunei Brateiu
     Ortodocși (79,93%)
     Penticostali (7,32%)
     Alte religii (2,88%)
     Necunoscută (9,87%)
Conform recensământului efectuat în 2021, populația comunei Brateiu se ridică la 3.333 de locuitori, în scădere față de recensământul anterior din 2011, când fuseseră înregistrați 3.415 locuitori. Majoritatea locuitorilor sunt români (75,1%), cu o minoritate de romi (14,58%), iar pentru 9,75% nu se cunoaște apartenența etnică. Din punct de vedere confesional, majoritatea locuitorilor sunt ortodocși (79,93%), cu o minoritate de penticostali (7,32%), iar pentru 9,87% nu se cunoaște apartenența confesională.

## Politică și administrație
Comuna Brateiu este administrată de un primar și un consiliu local compus din 13 consilieri. Primarul, Elena Marian[*],  politician independent, este în funcție din 2000. Începând cu alegerile locale din 2024, consiliul local are următoarea componență pe partide politice:
|  | Partid                          | Consilieri | Componența Consiliului | Componența Consiliului | Componența Consiliului | Componența Consiliului | Componența Consiliului | Componența Consiliului | Componența Consiliului |
|  | ------------------------------- | ---------- | ---------------------- | ---------------------- | ---------------------- | ---------------------- | ---------------------- | ---------------------- | ---------------------- |
|  | Partidul Național Liberal       | 7          |                        |                        |                        |                        |                        |                        |                        |
|  | Partidul Social Democrat        | 2          |                        |                        |                        |                        |                        |                        |                        |
|  | Alianța pentru Unirea Românilor | 2          |                        |                        |                        |                        |                        |                        |                        |
|  | Alianța Dreapta Unită           | 2          |                        |                        |                        |                        |                        |                        |                        |

## Primarii comunei
- 1996[9] - 2000 - Dulhaz Ioan, de la PDSR
- 2000[10] - 2004 - Marian Elena, de la PD
- 2004[11] - 2008 - Marian Elena, de la PSD
- 2008[12] - 2012 - Marian Elena, de la PDL
- 2012[13] - 2016 - Marian Elena, de la PDL
- 2016[14] - 2020 - Marian Elena, de la PNL